# Союз кинематографистов Кыргызской Республики
Союз кинематографистов Кыргызской Республики (СК КР) — некоммерческая организация, созданная как добровольное общественное объединение. Союз учреждён на основе общности интересов в области киноискусства для достижения целей, определённых Уставом. Основная задача — всемерное развитие Национального киноискусства Киргизской Республики, защита творческой, профессиональной, социальной идеологической свободы деятелей кино.
Основными принципами СК КР являются:
- приоритет свободы творчества
- уважение личности художника, его прав и свобод
- уважение и признание общечеловеческих ценностей
- равноправие его членов и самоуправление
- демократичность и законность имущества и пожертвований, поступивших от благотворителей в соответствии с их пожеланиями
- отчетность и гласность

## История
Союз кинематографистов Киргизской Республики был организован в 1958 году в количестве семи человек, во главе правления был прозаик, переводчик Михаил Аксаков. Учредительный съезд Союза кинематографистов КР состоялся 24 октября 1962 года . В это время в Союз входили 33 человек. До принятия суверенитета в 1991 года организация входила в состав Союза кинематографистов СССР. В 1999 году союз стал общественным объединением, который был нацелен на оказание содействия и поддержки при создании качественных произведений кино, а также укрепления культурного диалога между странами.
Известный киргизский писатель Чингиз Айтматов руководил Союзом в течение 25 лет. В Советское время киргизский кинематограф развивался быстрыми темпами, его фонд был наполнен произведениями Толомуша Океева, Болота Шамшиева, Геннадия Базарова, Альгимантаса Видугириса, Мелиса Убукеева и др.

## Председатели СК КР
- 1958—1961 — Михаил Аксаков
- 1961—1986 — Чингиз Айтматов
- 1986—1989 — Толомуш Океев
- 1989—1994 — Шаршеналы Усубалиев
- 1995—1999 — Баян Сарыгулов
- 1999—2002 — Секретариат в составе 7 человек : Актан Арым Кубат, Марат Сарулу, Эрнест Абдыжапаров, Бакыт Карагулов, Шамиль Джапаров, Тынай Ибрагимов, Александр Коротенко
- 2002—2004 — Гульсара Ажибекова
- 2004—2010 — Таалайбек Бапанов
- 2010—2011 — Артыкпай Суйундуков
- 2011—2015 — Садык Шер-Нияз
- 2015—2019 — Таалайбек Кулмендеев
- 2019—2022 —  Айбек Дайырбеков
- 2022-      Таалайбек Кулмендеев

22 октября 2022 года на XXVII съезде новым председателем СК избран Таалайбек Кулмендеев.
Всего на октябрь 2022 года членами СК КР являются 305 человек.

## Известные члены СК КР
- Актан Арым Кубат — режиссёр
- Акылбек Абдыкалыков — актёр
- Али Ахмадеев — звукорежиссёр
- Алиман Жангорозова (1914-1993) - актриса
- Алтынай Койчуманова — продюсер
- Альгимантас Видугирис (1936 - 2010) — режиссёр
- Айбек Джангазиев — оператор
- Артыкпай Суйундуков — режиссёр
- Ашир Чокубаев — актёр
- Бакен Кыдыкеева (1923-1993) — актриса
- Бакыт Карагулов — режиссёр
- Баян Сарыгулов — режиссёр
- Бекеш Абдылдаев (1933-2013) — режиссёр
- Бексултан Жакиев — драматург
- Болот Бейшеналиев (1937-2002) — актёр
- Болот Шамшиев — режиссёр
- Геннадий Базаров — режиссёр
- Гульбара Толомушова — киновед
- Гульмира Керимова — продюсер
- Гульсара Ажибекова — актриса
- Даркуль Куюкова (1919-1997) — актриса
- Джали Сооданбек - режиссёр
- Динара Асанова (1942-1985) — режиссёр
- Дмитрий Эрдман (1894-1978) - актёр, режиссёр
- Дооронбек Садырбаев (1940-2008) - режиссёр
- Жамал Сейдакматова — актриса
- Зейне Касманкулова — продюсер
- Кадыржан Кыдыралиев - оператор
- Кадыркул Омуркулов (1941-2013) - сценарист
- Карел Абдыкулов — режиссёр, оператор
- Каридин Акматалиев — режиссёр
- Кубатбек Жусубалиев — драматург
- Лиля Турусбекова (1933-2001) - режиссёр
- Манас Мусаев - оператор
- Мар Байджиев — драматург
- Марат Сарулу — режиссёр
- Мелис Убукеев (1935-1996) - режиссёр
- Михаил Аксаков (1912-1974) — писатель
- Мурат Алиев — оператор
- Муратбек Рыскулов (1941-2002) — актёр
- Муса Абдиев — художник
- Назира Мамбетова — актриса
- Нурлан Абдыкадыров — режиссёр
- Нуртай Борбиев — оператор
- Ракыя Шаршенова — монтажёр
- Сабира Кумушалиева (1917-2007) — актриса
- Сагынбек Ишенов — художник
- Садык Шер-Нияз — режиссёр
- Сапар Койчуманов — оператор
- Сатар Дикамбаев — каскадер
- Советбек Джумадылов (1932-2001) — актёр
- Суймонкул Чокморов (1939-1992)— актер
- Султанбек Дикамбаев — каскадёр
- Таалайбек Кулмендеев — продюсер
- Таалайбек Бапанов — продюсер
- Талип Ибраимов — драматург
- Таттыбубу Турсунбаева (1944-1981) — актриса
- Темир Бирназаров — режиссёр
- Тынай Ибрагимов — оператор
- Усен Кудайбергенов (1949-2005) — каскадёр
- Фархад Бекманбетов — продюсер
- Фатима Мамуралиева — режиссёр
- Хасан Кыдыралиев - оператор
- Чоробек Думанаев — актёр
- Чингиз Айтматов (1928-2008) — писатель
- Шамиль Джапаров — режиссёр
- Эркин Борбиев (1937-2014) - сценарист
- Эрнест Абдыжапаров — режиссёр